# Гвіанське нагір'я
Гвіа́нське нагі́р'я, Гвіа́нське плоскогі́р'я (ісп. Escudo de Guayana; англ. Guiana Highlands; порт. Escudo das Guianas; нід. Hoogland van Guyana) — гористе плоскогір'я на півночі Південної Америки, між басейнами річок Ориноко на північному заході та Амазонка на півдні, берегова Гвіанська низовина відокремлює його від узбережжя Атлантичного океану. Нагір'я лежить в межах Колумбії, Венесуели, Бразилії, Гаяни, Суринаму й французького заморського департаменту Гвіана . У рельєфі сильно розчленоване горбисте нагір'я сильно зруйнованого пенеплену з численними плато (тепуї центральної частини), останцями-батолітами (захід), сильнозруйнованими гірськими хребтами (схід). Найвища точка — гора Серро-де-ла-Небліна (3014 м) . У фундаменті нагір'я лежить древній архейський кратон Гвіанського щита, перекритий зверху протерозойським чохлом . Надра багаті на поклади руд чорних, кольорових і благородних металів, коштовного каміння . Вологий субекваторіальний клімат в центральній частині має виражений сухий період, на вершинах плато постійні тумани . Нагір'я дренується численними порожистими притоками річок басейну Атлантичного океану — Ориноко, Амазонка та інші. Численні водоспади, включно з найвищим у світі — водоспадом Анхель . Для гірського масиву характерне чергування ландшафтів одних з найбільших незайманих масивів вологих тропічних лісів (гілей) на червоно-жовтих латеритних ґрунтах (фералітних і феритних) і ділянок саван (льянос) на червоних латеритних . Фауна нагір'я подібна до прилеглих районів Амазонії та є одним із світових регіонів високого біорізноманіття та високогірного ендемізму . Регіон залишається одним з найменш освоєних тропічних регіонів планети. Господарча діяльність (гірництво, лісозаготівля) зосереджена на півночі. Найбільше місто регіону — Сьюдад-Гуаяна (Венесуела) . Заради збереження незайманої природи створено ряд національних парків .

## Назва
Назва даного географічного об'єкта вказує на його приналежність до південноамериканського регіону Гвіана та на характер рельєфу. Плоскогір'я — типові форми рельєфу рівнинних ділянок з високими столовоподібними горами з урвистими схилами (шапади) центральної частини, що морфологічно, за середніми абсолютними висотами, відносяться до типу гірських країн — нагір'я. Власне плоскогір'ям вірно називати лише центральну (венесуельську) частину Гвіанського нагір'я. Топонім Гвіана — «гваї ана», ймовірно, запозичений у місцевих індіанських племен і означає — «велика вода». У широкий вжиток увійшов через свою подібність до назви африканського регіону Гвінея, що лежить на тих самих широтах на іншому березі Атлантичного океану, має подібну природу та освоювався європейцями в той самий час. Відповідно до норм вимови і написання трансформувався в англійській мові у Guiana, у нідерландській — Guyana, у французькій — Guyane, в іспанській — Guayana, у португальській — Guiana.

## Геологія
Гвіанське нагір'я є виступом давнього фундаменту Південноамериканської платформи, північна антекліза якої (Гвіанський кристалічний щит) утворює величезний поріг плоскогір'я. Гвіанський щит є одним з трьох основних древніх кратонів (наряду із Західнобразильським і Східнобразильським), з яких складається південноамериканських континент. Він складений древніми (1,7 млрд років) архейськими гранітами, гнейсами, зеленими сланцями, подекуди перекритих субгоризонтальними шарами протерозойських гранітів (типу рапаківі), пісковиків, кварцитів та конгломератів з молодими мафічними інтрузіями (дайки, сілли) габро-діабазів (переважно на сході). У центральній та західній частині чохол континентальних відкладень тріасового віку.
Четвертинні відклади у підвищеній незруйнованій частині представлені делювій-колювієм (dc) і колювієм (c) у підніжжя урвистих схилів. У рівнинних частинах нагір'я поширені елювій (e) та елювій-делювіальні відклади (ed) з латеритними кірками вивітрювання, що в долина великих річок змінюються алювіальними (a).
Сейсмічність стабільної древньої платформи, пасивної континентальної окраїни і внутрішньоплитових поодиноких субширотних розломів характерний досить спокійний сейсмічний режим. Поодинокі випадки глибинних землетрусів (епіцентри глибше 300 км) на західній околиці нагір'я в Колумбії з магнітудою 7,0-7,7.

### Корисні копалини
Поклади залізної руди (родовища Ель-Пао, Сьєрро-Болівар — 65 % заліза, розвідані запаси більше 2 млрд тонн), золота (Ель-Кальяо — постмагматичне, Потаро — розсипне), розсипних алмазів (Ріо-Пао, по річці Мазаруні, Ла-Гран-Сабане) пов'язані з пізньоархейськими товщами на півночі. Потужна кора вивітрювання, переважно на сході, містить величезні запаси бокситів (по річці Суринам і Демерара у Гаяні), марганцю (метаморфогенне родовище Сьєрра-ду-Навіу в Бразилії є найбільшим в південній півкулі). Знайдені поклади урану. Серед коштовного і напівкоштовного каміння слід відмітити гірський кришталь, яшму, берил, гранати і турмалін.

Гвіанський кристалічний щит (англ.)
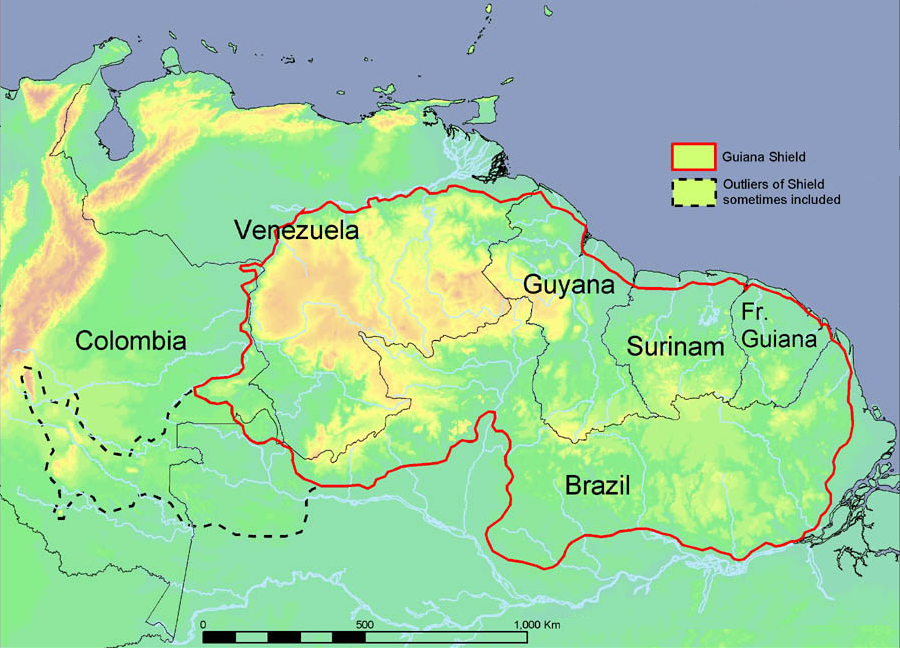
Гвіанський кристалічний щит (англ.)
Межі Гвіанського кристалічного щита

## Орографія
Довжина приблизно 1 930 км, ширина від 300 до 1000 км. Середні висоти: 500—1000 м на заході й 200—500 м на сході. Найвища точка — гора Сьєрро-де-ла-Небліна (2995 м) в масиві Небліна на бразильсько-венесуельському кордоні, що має незвичну гостроконічну форму як для поширених в цьому регіоні пласких тепуй. Вивітрювання і розмив, а також недавні диз'юнктивні дислокації перетворили кристалічний пенеплен на сильно розчленоване горбисте нагір'я, над яким піднімаються кілька масивних гірських хребтів і гір-останців у вигляді цукрових голів (Парагуаза, Іматака), а також вкриті мезозойськими пісковиками столові плоскогір'я або плато.
Під Гвіанським нагір'ям розуміють велику область на півночі Південної Америки, що дугою простяглася від відрогів Анд до нижньої течії Амазонки. Виділяють 3 області нагір'я:
Західна частина, або плато Пардаос (Чирібікете) у Колумбії, розташована між 2 ° пн. ш. і екватором. Плато на заході відокремлено від Східних Анд товстими неогеновими відкладеннями Передандійського прогину, що йде вздовж північного та західного краю Гвіанського щита. На сході відокремлюється від центральної частини западиною Ріу-Негру — Ориноко. Геоморфологічно має вигляд кристалічного плато педиплен з вцілілими ділянками пісковикового покриву у вигляді пласких плато з висотами до 900 м, що єдиним фронтом денудаційно-скидових уступів обриваються на схід.
Guyanas.svg Гвіана (англ.)
Центральна частина, або Ла-Гран-Сабана (Велика рівнина) розташовується на схід від долини річки Ориноко у Венесуелі, Гаяні та Бразилії до ззападини Ессекібо. У цій частині збереглися потужні товщі пісковиків, тому нагір'я сягає абсолютної висоти 2772 м (гора Рорайма). Північні окраїни нагір'я являють собою пологохвилястий пенеплен (середні висоти 300—400 м), що поступово переходить у берегову Гвіанську низовину. Найбільш своєрідним є південний край центральної частини плоскогір'я, де поширені вцілілі від ерозії пісковики, що горизонтально залягають на кристалічному фундаменті. Вони утворюють витягнуті крутостінні гряди з пласкими вершинами та плато — шапади: хребет Серра-Пакарайма висотою 2200—2300 м над рівнем моря з прямовисної південною стіною 1500 м відносної висоти; хребет Серра-Паріма та окремі останцеві масиви, тепуї (Серра-Небліна 3100 м, Рорайма 2772 м, Ауян-Тепуї 2953 м та інші). Різна міцність пісковиків і діабазів та кварцитів, що їх пронизують, обумовлює химерні форми вивітрювання. Вершини плато зайняті кам'янистою напівпустелею з хаосами вивітрених брил. Пористі тріщинуваті урвисті стіни червоного, рожевого і білого кольору підносяться над пологим кристалічним фундаментом, що його вкриває зелений саван тропічної сельви.
Східна частина являє собою дугоподібну серію центральних масивів гір Вільгельміни уздовж південного кордону Суринаму та Гаяни, від гір Серра-Акарі на кордоні Гаяни і бразильського штату Рорайма до гір Серра-ді-Тумукумакі (Тумук-Гумак) у бразильських штатах Пара і Амапа. У цій частині майже повністю змито чохол пухких відкладень, і поверхня представлена горбистим пенепленом або згладженими кристалічними хребтами до 900—1300 м висоти над рівнем моря, що чергуються з широкими долинами-депресіями (верхів'я Ріу-Бранку — Ессекібо) або тектонічними улоговинами, розробленими ерозією.

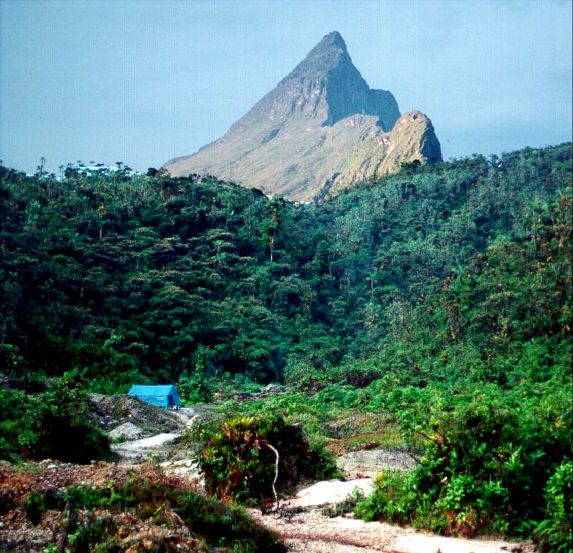
Серро-де-ла-Небліна (3014 м)
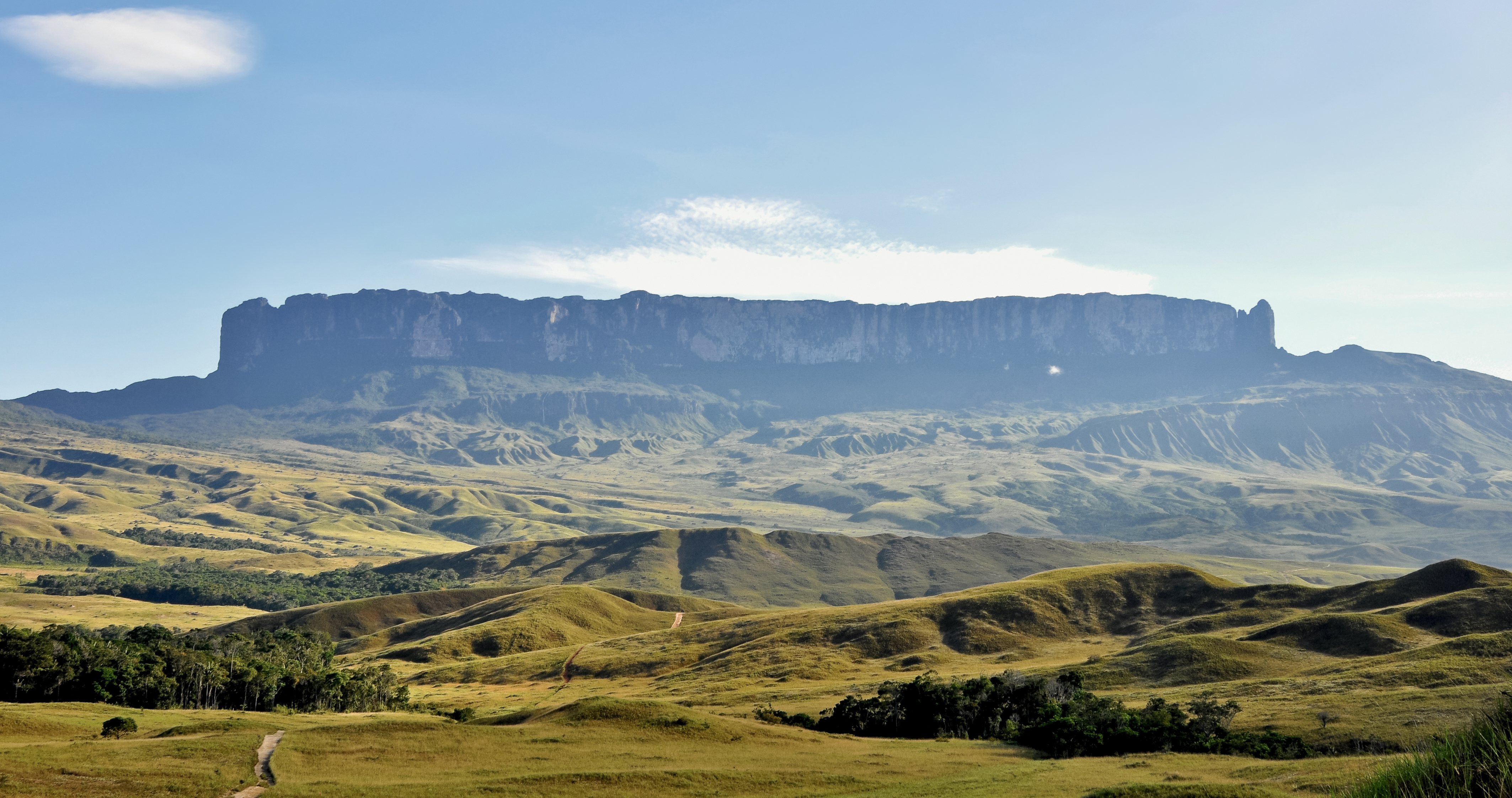
Тепуя Рорайма (2772 м)
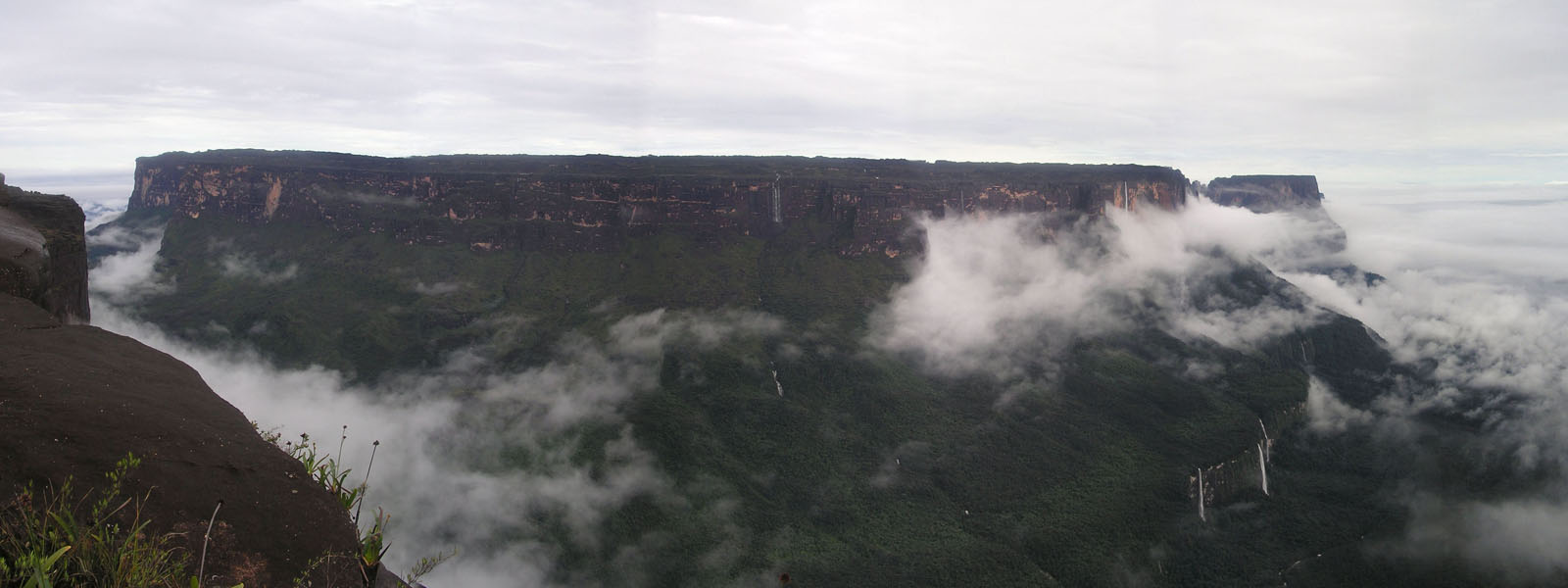
Тепуя Кукенан
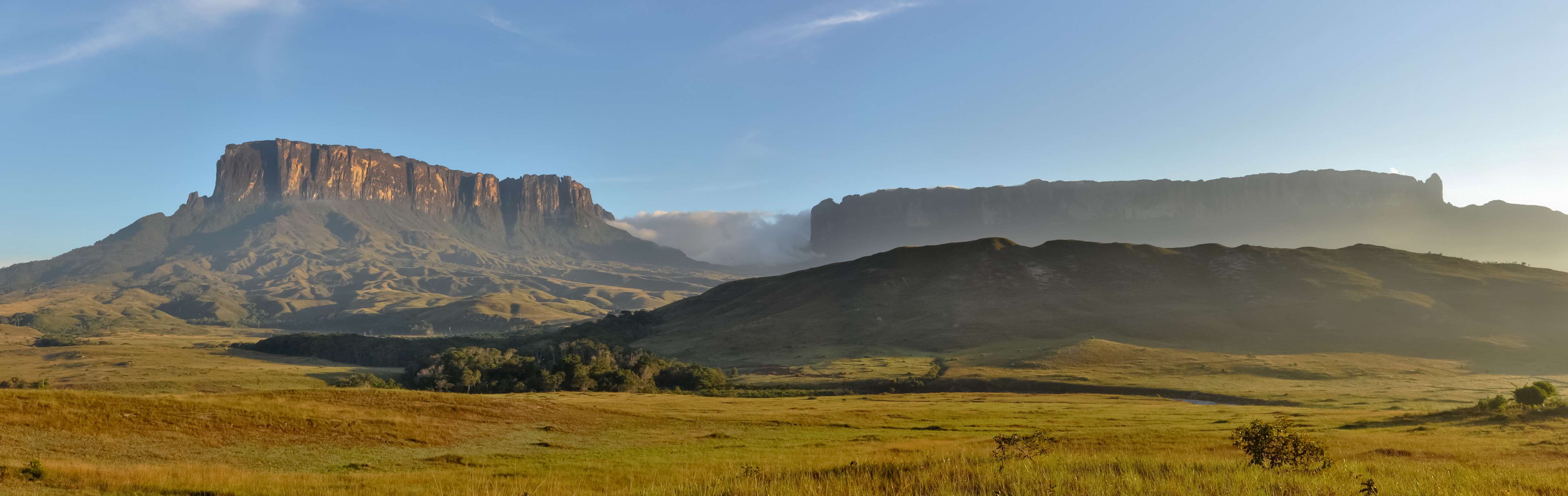
Тепуї Кукенан (ліворуч) і Рорайма (праворуч)
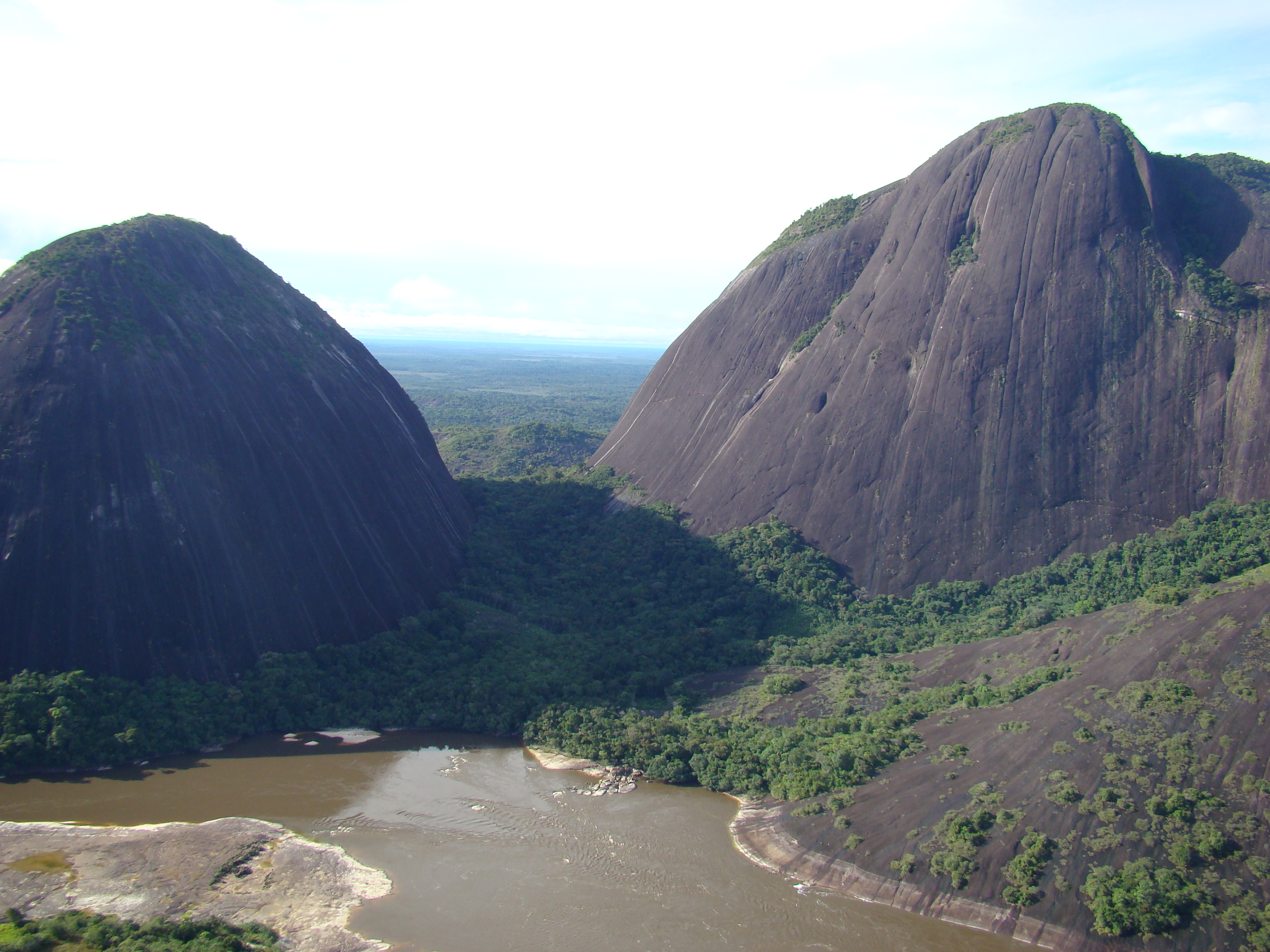
Серрос-де-Мавекуре (Колумбія)

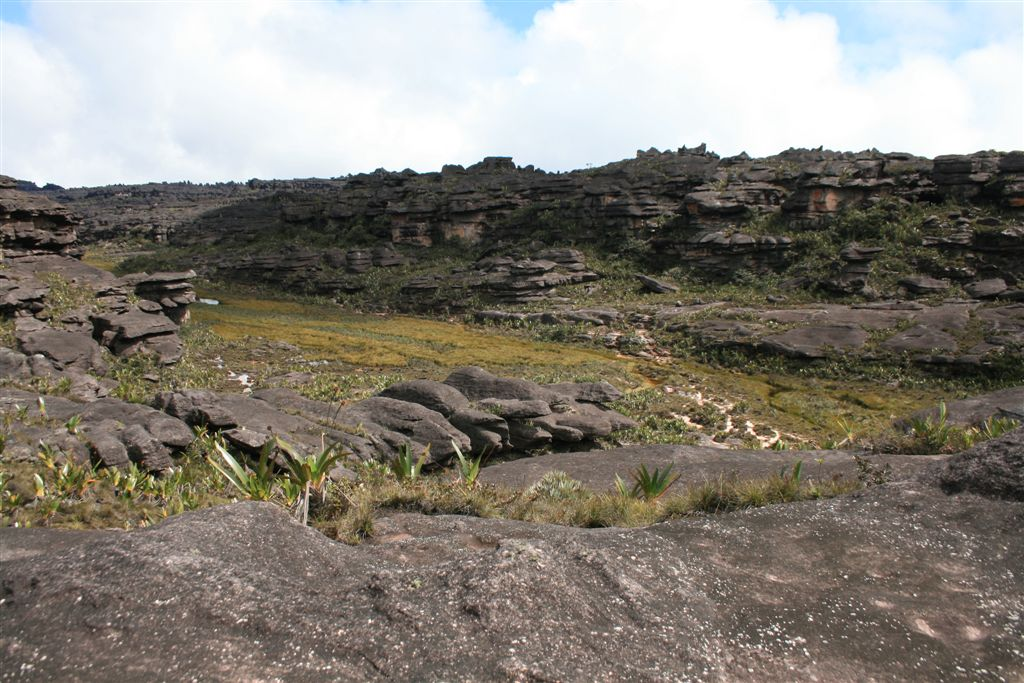
Поверхня вивітрювання тепуй
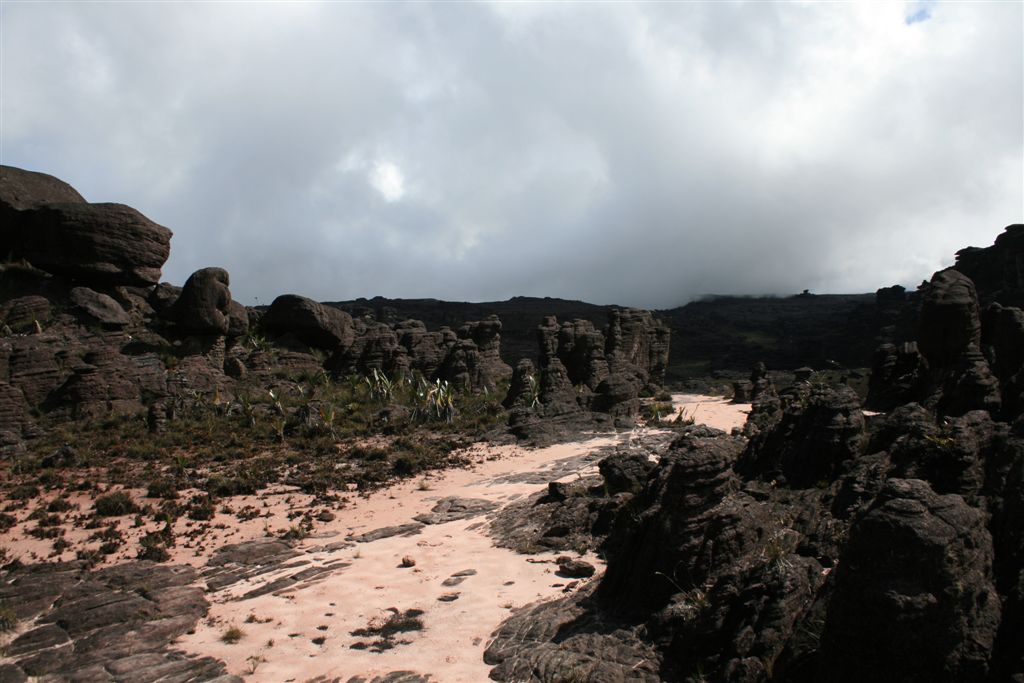
Поверхня вивітрювання тепуй

### Карст
У пісковиковому чохлі центральної частини поширений карст, особливо в північній частині. Карстові воронки й глибокі колодязі (Бревер-Каріас), що приваблюють спелеологів, біологів та бейс-джамперів. Північною околицею плоскогір'я розвинений силікатний брадікарст у вигляді печер та провалів у залізистих кварцитах, численних джерел з урвистих схилів.

## Клімат
Центральна і східна частини Гвіанського нагір'я лежить у субекваторіальному кліматичному поясі. Влітку переважають вологі екваторіальні повітряні маси, взимку — тропічні. Влітку вітри дмуть від, а взимку до екватора. Навітряні північні схили нагір'я дістають багато атмосферних опадів (до 3500 мм на рік у східній частині та до 6500-7500 на вершинах тепуй), вони перехоплюють вологу, що її несуть протягом усього року пасати з Атлантики, особливо взимку і навесні. Сезонні амплітуди температури повітря незначні (до 2-4 °C), зимовий період ненабагато прохолодніший за літній. Кліматичні умови нагір'я відчутно різняться більшою м'якістю від навколишніх низовинних територій, середньомісячні температури менші на 5°-7 °C. На південному сході області буває короткочасний сухий період, який збігається з зимовими місяцями південної півкулі, коли з півночі пасати приносять сюди бідне на вологу повітря з тропічних областей Атлантики. Чітко проявляється зимовий сухий період (3—4 місяці) в центральній частині нагір'я. Наприклад, у Каєнні за вересень і жовтень випадає 65 мм опадів, а за квітень і травень — 1070 мм. Середні місячні температури високі (+26°..+27 °C), найвищі температури припадають на кінець посушливого періоду. З висотою спостерігається помітне похолодання. Так, на висотах близько 2000 м температури звичайно не піднімаються вище від +12° до +15 °C. Вершини плато, майже завжди оповиті хмарами і туманами. У центральній частині чіткіше виражені сухий і вологий періоди.
Західна частина нагір'я, на захід від западини Ориноко — Ріу-Негру, лежить у екваторіальному кліматичному поясі і знаходиться протягом всього року під впливом внутрішньотропічної зони конвергенції. Тут цілий рік панують екваторіальні повітряні маси, цілий рік спекотно, сезонні коливання температури незначні (до 2 °C), значно менші за добові. Перевалюють слабкі вітри, цілий рік надмірне зволоження, до 3000 мм атмосферних опадів на рік, задушлива волога погода, що переривається бурями з грозами та зливами.

## Гідрографія
Гвіанське нагір'я розчленоване численними притоками річок Ориноко (Ґуав'яре, Інірида, Вентуарі, Каура, Кароні) та Амазонки (Апапоріс, Ріу-Негру, Ріу-Бранку, Жаурапері, Тромбетас, Ерепекуру, Пару, Жарі), що спроектовані з осадового покриву минулих епох, які не встигли глибоко врізатися в тверді породи, про що свідчать незавершені річкові перехвати, річкові біфуркації (річка Касік'яре між Ориноко і Ріу-Гранде). Безпосередньо на північ до Атлантичного океану несуть свої води (із заходу на схід): Куюні, Мазаруні, Ессекібо, Корантейн, Суринам, Мароні, Ояпок та інші. Річка Арагуарі несе свої води до Атлантичного океану зі східного краю нагір'я на схід, до дельти Амазонки. Пісковикові гряди і масиви зазвичай є одночасно і вододілами, і гідрографічними вузлами. Між горбистими пасмами та плато понижені заболочені ділянки лісу — «крікес». Нижче за течією, річки прорізують ущелини до 100 м завглибшки, продовжуючи роз'єднувати пісковикові останці. На кристалічних породах річки врізані слабо, їхня течія часто переривається порогами і численними водоспадами йосемітського типу, особливо в центральній частині нагір'я (Анхель у верхів'ях річки Чурун 1054 м заввишки; Кукенан — 674 м; Каєтур на річці Потаро — 225 м). Найбільший у світі водоспад Анхель був уперше відкритий з повітря американським льотчиком Джиммі Ейнджелом 1935 року і названий на його честь на іспанський манірГвоздецкий Н. А., Голубчиков Ю. Н., 1987. Перша експедиція дісталась підніжжя водоспаду наприкінці 1940-х роківГвоздецкий Н. А., Голубчиков Ю. Н., 1987. Водоспад утворений підземним потоком, що збирає воду з поверхні Ауян-Тепуї (2400 м) та виривається назовні на 70 м нижче від краю плато. Потоки води спочатку падають з висоти 800 м на уступ, звідки ще однією сходинкою на 200 м, загальна висота водоспаду у 21 раз перевищує висоту Ніагарського; ширина біля підніжжя приблизно 150 м.
Великі запаси гідроенергії, на річці Кароні у Венесуелі побудований великий каскад ГЕС сумарною потужністю до 10 ГВт; одне з найбільших водосховищ континенту — Гурі, його заповнення почалося у 1960-х роках. На річці Суринам у 1964—1968 роках створено водосховище Брокопондо (Афобака) площею 1560 км² (1 % території Суринаму), об'ємом 24 км³ і глибинами до 50 м (середня 16 м). Електроенергія ГЕС якого використовується для алюмінієвих заводів.
Atardecer_llano.jpg Гуав'яре
GuyanaKaieteurFalls2004.jpg Водоспад Каєтур
У живленні річок центральної частини і північної околиці переважає дощове надходження вологи (rx), сезонний розподіл стоку з максимумом переважно (до 50 %) влітку (ey). Загальний річковий стік становить від 600 до 1000 мм на рік. У режимі порожистих річок центральної частини чітко вимальовуються осінній мінімум витрат (зменшення до 2-5 разів від ординару) і зимово-весняний максимум. На заході й на південних схилах живлення річок майже виключно дощове (R), сезонний розподіл стоку переважно (більше 50 %) осінній (Ay). На північній околиці долини річок розширюються до 10-15 км, а їхні річища до 2-3 км, але їх ступінчастий, порожистий поздовжній профіль зберігається аж до самого впадіння до Ориноко. Розливи річок припадають на літо. На крайньому заході плоскогір'я з крутих схилів денудаційно-скидових сходів стікають численні притоки Какети, Ріу-Негру і Ориноко. Вони розмивають нижчі другу і третю сходинки, розкривають кристалічний фундамент.

## Рослинність та ґрунти
У ботаніко-географічному відношенні флора Гвіанське нагір'я відноситься до Неотропічного флористичного царства. На території нагір'я описано 13 367 видів судинних рослин, приблизно 40 % з яких вважаються ендемічними для даного регіону. Для Гвіанського масиву характерне чергування ландшафтів вологих тропічних лісів (одного з найбільших незайманих масивів у світі) на опідзолених латеритних ґрунтах і ділянок савани. У розподілі ґрунтово-рослинного покриву дуже велика роль експозиції схилів і літології. Навітряні північні та східні схили височин укриті опідзоленими червоно-жовтими фералітними ґрунтами, на яких ростуть особливо розкішні вологі вічнозелені ліси, за видовим складом подібні до амазонської гілеї.
У західній колумбійській частині нагір'я через екваторіальний тип клімату з надмірним зволоженням поширені екваторіальні гілейні ліси на червоних латеритних (фералітних і феритних) ґрунтах з величезними деревами 30-40 м заввишки, перші гілки яких з'являються на висоті 15-18 м. Постійно-вологі та змінно-вологі вічнозелені екваторіальні ліси — гілея. Видовий склад лісового пологу представлений видами: горіх бразильський (Bertolletia excelsa), гевея бентамова (Hevea Bentamiana), бавовняне дерево (Ceiba pentandra), махагоні (Swietenia Mahagoni), вукапу (Voucapoua americana), андіра (Andira Aubletii), гіменолобіум високий (Hymenolobium excelsium), лукума (Pouteria lucuma), макролобіум акацієлистий (Macrolobium acaciefollium), трипларіс суринамський (Triplaris surinamensis), бросімум параський (Brosimum paraense), багасса (Bagassa guianensis), сільвія ітаубійська (Silvia itauba), евксилофора параська (Euxylophora paraensis), сімаруба (Simaruba amara), карапа параська (Carapa paraensis), мімусопс амазонський (Mimusops amazonica). Найцінніші дерева в області гілеї: челене, вірола (Virola), симаруба (Simaruba), анхелік (Ocotea caracasana), валлаба (Epperua), хабільо (Hura crepitans), панамське червоне дерево. На стовбурах величезних дерев широко поширені епіфіти родин: орхідні (Orchidaceae), багатоніжкові (Polypodiaceae), бегонієві (Begoniaceae), геснерієві (Gesneriaceae), перцеві (Piperaceae), пухирникові (Lentibulariaceae).
Підвітряні схили і долини правого берега Ориноко, що знаходяться в «сухій тіні» північно-східного пасату, посушливі. У таких місцях формуються червоні піщані або піщано-глинисті фералітні ґрунти, бідні на гумус. На підвітряних схилах і внутрішніх улоговинах розвинуті чагарникові й пальмові савани вкриті ксерофільними чагарниковими рідколіссями з чахлими деревцями чапарро — льянос. Видовий склад трав'янистої формації представлений злаками — цимбопогон (Cymbopogon rufus), бородач (Andropogon condensatus), спороболус (Sporobolus indicus), ценхрус (Cenchrus pilosus), трахіпогон (Trachypogon plumosus), аристіда (Aristida riparia). Дерев'яниста формація представлена видами цезальпінія дубильна (Cesalpinia coriaria), хлоролевкон (Chloroleucon tortum), копайфера лікарська (Copaifera officinalis), птерокарпус весняний (Pterocarpus vernalis), трихілія (Trichilia palmetorum), махаерія гварійська (Machaerium guaricense), курателла американська (Curatella americana), бирсоніма товстолисна (Byrsonima crassifolia). Пальми: коперніція (Copernica tectorum), маврикієва пальма (Mauritia flexuosa), бактріс (Bactris), атталея (Attalea), енокарпус (Oenocarpus). Дуже поширені кактуси родів цереус (Cereus) і опунція (Opuntia).
У центральній і східній частині різкіше проявляється залежність ландшафтів від експозиції. Тут переважають мішані, листопадно-вічнозелені ліси і тропічні високотравні саванни — кампос лімпос на червоних латеритних (фералітних і феритних) ґрунтах. Змінно-вологі мусонні вічнозелені екваторіальні ліси. Видовий склад лісового пологу представлений видами: діморфандра висока (Dimorphandra excelsa), карапа параська (Carapa paraensis), калофіллум (Calophyllum calaba), симфонія бруньконоса (Symphonia globulifera) — єдиний неотропічний вид свого роду, птерокарпус лікарський (Pterocarpus officinalis), кампсіандра хохлата (Campsiandra comosa), бомбакопсіс (Bombacopsis pachiroides), бросімум алікаструм (Bosimum alicastrum), рожеве дерево (Peltogyne porphyrocardia), протіум (Protium insigne), поуї (Tabebuia serratifolia). На відкритих саваннових місцевостях пальми: маврикієва (Mauritia), капустна (Euterpe), аталея (Maximiliana). На саваннових ділянках видовий склад трав'янистої формації представлений злаками — тристахія (Tristachya chrysothrix, T. leiostachya), бородач (Andropogon lateralis, A. villosus), паспалюм (Paspalum attenuatum), просо (Panicum echinulatum), хлоріс (Chloris bahiensis), імперата (Imperata brasiliensis, I. cordata), елефантопус (Elephantopus angustifolius), лептохлоа (Leptochloa virgata), гусятник (Eragostis articulata); бобовими — мейбомія (Meibomia), кроталярія (Crotalaria), стілосантес (Stylosanthes). Дерева представлені видами: фікус сабтріплінервія (Ficus subtriplinervia), хлорофора сітчаста (Chlorophora reticulata), фагара пухнаста (Fagara pubescens), шварція йорорі (Swartzia Jorori), кассія достойна (Cassia spectabilis), махаерія волохата (Machaerium villosum), аспідосперма гуаранська (Aspidosperma guaranitia). Чагарникова формація: зизифус витончений (Zizphus elegans), касеарія (Casearia aculeata), егіфіла (Aegiphila cuspidata), басанаканта (Basanacantha monantha). Вище у горах вологі тропічні ліси і савани змінюються гірським тропічним лісом, а вище від 2000 м панують зарості викривлених ендемічних вічнозелених чагарників (пекс, мурція, бефарія, форадендрон), папороті, трави-подушки і різнокольорові мхи, своєрідні кам'янисті напівпустелі. У верхній частині гірських масивів рослини мають пригнічений вигляд через низькі температури (+10°..+12°С) і сильні вітри.
H chimantensis2.jpg Ендемічна комахоїдна рослина Heliamphora chimantensis, масив Чимантана

## Тваринний світ
За характером фауни область подібна до прилеглих районів Амазонії і відноситься до Амазонської провінції Гвіано-Бразильської підобласті Неотропічної зоогеографічної області. Нагір'я є одним зі світових регіонів високого біорізноманіття. Описано понад 3000 видів хребетних тварин: 1168 видів прісноводних риб, 269 амфібій (з яких 54 % ендеміки), 295 рептилій (29 %), 1004 птахів (7,7 %) та 282 ссавців (11 %). Біорізноманіття безхребетних залишається недостатньо вивченим, але описано кілька видів ендемічних метеликів і гнійників. Зі звірів тут поширені широконосі мавпи, трипалий лінивець (Bradypus), опосуми, мурахоїд, броненосець, тапір (Tapirus), пекарі, ягуар, кажани-вампіри (Desmodus rotundus), хом'ячки роду Akodon. Велике різноманіття птахів: клинохвості папуги (Araini), ара (Ara nobilis), мускусна качка (Cairina moschata), яка була успішно одомашнена, оринокська гуска (Neochen jubata), тукан (Ramphastos), гоацин (Opisthocomus hoazin). З рептилій зустрічаються справжні гримучі змії роду справжній гримучник (Crotalus); у річках крокодили (Crocodylia). Риби прісних водоймищ відносяться до Бразильської підобласті Південноамериканської іхтіогеографічної області.

## Фізико-географічне районування
У фізико-географічному плані Гвіанське нагір'я являє собою єдину країну з приокеанською Гвіанською низовиною і поділяється на 5 фізико-географічних областей:
- Південногвіанська західна. Морфоструктурно має вигляд низьких цокольних плоскогір'ів та окремих останців вулканічних інтрузій, столових узвишь. Тектонічне розчленування слабке. Постійно вологий екваторіальний клімат. Ландшафти постійно вологих вічнозелених лісів — гілея.
- Південногвіанська східна. Морфоструктурно має вигляд низькі цокольних плоскогір'ів та окремих останцевих узвишь. Тектонічне розчленування слабке. Непостійно вологий екваторіальний клімат підвітряних схилів. Ландшафти листопадно-вічнозелених лісів, вологі та помірновологі високотравні саванни і саваннові ліси.
- Центральногвіанська. Морфоструктурно має вигляд високих шарувато-осадових, складених пісковиками плоскогір'їв з глибоким ерозійним розчленуванням. Сезонно вологий субекваторіальний клімат з сухим періодом. Ландшафти висотної поясності сезонно-вологих лісів та луків, біля підніжжя вологі екваторіальні вічнозелені ліси.
- Північногвіанська. Морфоструктурно має вигляд середьновисотних глибових гір. Тектонічне розчленування глибоке. Сезонно посушливий субекваторіальний клімат з переважанням сухого періоду. Ландшафти сезонно-вологих, переважно листопадних лісів, що переходять в сухі чагарникові саванни та редколісся.
- Східногвіанська. Морфоструктурно має вигляд середньовисотних плоскогір'їв з густим ерозійним розчленуванням. Поодинокі острівні гори-останці. Тектонічне розчленування слабке. Непостійно вологий субекваторіальний клімат навітряних схилів. Ландшафти східних приокеанських постійно вологих лісів, що з висотою переходять у листопадно-вічнозелені.

## Населення
Територія заселена слабо, переважно нечисленне індіанське населення (кариби, араваки та інші) в долинах річок, поблизу центрів гірничих та лісозаготівельних підприємств європеоїдне і зметисоване населення (венесуельці, колумбійці, бразильці, гаянці, суринамці, гвіанці). На початку 1900-х років у верхів'ї Ориноко було відкрите невідоме і до того ізольоване індіанське плем'я рослих людей — панарів.

## Господарська діяльність людини
Нечисленне аборигенне індіанське населення займається полюванням, риболовлею, примітивним землеробством (вирощування юки), обслуговує туристичну галузь. У сільськогосподрському районуванні вирізняються наступні пояси: до висоти 1000 м розташовуються плантації какао, цукрової тростини і каучуконосів; до висоти 2000 м — кава, кукурудза, юка, ямс, квасоля, батат, рис, тютюн, овес, ячмінь, картопля (найвисокогірніша культура). У садах поруч з бананами, пальмами і папаєю ростуть інтродуковані сливи, айва, персики. Найгустіше заселені людиною ділянки на півночі та сході, де ведуться розробки бокситів, марганцевих руд, родовищ алмазів і золота. Лісозаготівля ведеться переважно на сході, де найкращі умови для транспортування деревини. У Гаяні та Суринамі деревина зеленого дерева, або бетабаро (Ocotea rodiaei) йде на експорт. Швидкий процес розвитку регіону перетворив місто Сьюдад-Ґуаяна (утворене 1961 року злиттям декількох міст навколо Санто-Томе-де-Гуаяна) у Венесуелі на місці впадіння Кароні до Ориноко на великий промисловий центр з 900 тис. населення. Широкі сходи західної частини Гвіанського нагір'я в Колумбії, що вкриті вологими гілейними лісами вивчені дуже слабко.

## Охорона природи
На території Гвіанського нагір'я створено природоохоронні території:
- Національний парк Піку-да-Небліна (Бразилія).
- Національний парк Монтаньяс-ду-Тумукумакі (Бразилія).
- Національний парк Монте-Рорайма (Бразилія).
- Національний парк Серра-да-Мочидаде (Бразилія).
- Національний парк Віруа (Бразилія).
- Національний парк Канайма (Венесуела).
- Національний парк Паріма-Тапірапеко (Венесуела).
- Національний парк Серранія-де-ла-Небліна (Венесуела).
- Національний парк Дуїда-Марахуака (Венесуела).
- Національний парк Япакана (Венесуела).
- Національний парк Івокрама-Форест (Гаяна).
- Національний парк Каєтур (Гаяна).
- Національний парк Кануку (Гаяна).
- Національний парк Гвіанська Амазонія (Гвіана).
- Водно-болотне угіддя згідно Рамсарської конвенції на річці Ініріда, загальною площею 250 тис. га[49].
- Світова спадщина ЮНЕСКО Природоохоронна територія Центрального Суринаму.

На початку 1960-х років групою ентузіастів і місцевих індіанців, яку очолив Джордж Волш, за підтримки Міжнародного фонду дикої природи і приватних грантодавців на території будівництва водосховища Брокопондо була проведена операція «Гвамба» (жалість) з переселення великих тварин (більше 10 тис. особин 43 видів) у безпечне місце. Ця операція дозволила не тільки зберегти тваринний світ цієї місцевості, але й уперше провести дослідження з щільності розселення окремих видів тварин у лісах на Гвіанському нагір'ї. Так вдалося встановити, що на території 1500 км² мешкало 3 тис. особин лінивців двох видів, до тисячі броненосців, черепах і голкошерстів кожного, 700 оленів тощо.
Згідно з останніми дослідженнями, екосистеми Гвіанського нагір'я знаходяться під загрозою через поширення інвазивних видів, таких як тонконіг (Poa annua) та багатоборідник видовжений (Polypogon elongatus). Окремою проблемою для місцевої екосистеми можуть становити фекальні бактерії гелікобактер пілорі (Helicobacter pylori), що їх залишають туристи.

## Історія
Ще наприкінці XX століття природа багатьох тепуй залишалась недослідженою, на деяких з них не ступала нога людини.

## Політико-адміністративний поділ
Гвіанське нагір'я лежить в межах Колумбії, Венесуели, Бразилії, Гаяни (колишня Британська Гвіана), Суринаму (колишня Нідерландська Гвіана) й французького заморського департаменту Гвіана (колишня Французька Гвіана).

## У культурі
Вважається, що високі плоскогір'я центральної частини нагір'я з незайманою недослідженою природою послужили прообразом «загубленого світу» у фантастичному романі Артура Конан Дойла.

### Українською
- Атлас світу / голов. ред. І. С. Руденко ; зав. ред. В. В. Радченко ; відп. ред. О. В .Вакуленко. — К. : ДНВП «Картографія», 2005. — 336 с. — ISBN 9666315467.
- Атлас. 7 клас. Географія материків і океанів / Укладачі О. Я. Скуратович, Н. І. Чанцева. — К. : ДНВП «Картографія», 2014.
- Барановська О. В. Фізична географія материків і океанів : навч. посіб. для студентів ВНЗ : [у 2 ч.]. — Н. : Ніжинський державний університет ім. Миколи Гоголя, 2013. — 306 с. — ISBN 978-617-527-106-3.
- Бєлозоров С. Т. Географія материків. — К. : Вища школа, 1971. — 371 с.
- Панасенко Б. Д. Фізична географія материків : навч. посіб. : в 2 ч. — В. : Гіпаніс, 2001. — 410 с.

### Англійською
- (англ.) Graham Bateman. The Encyclopedia of World Geography. — Andromeda, 2002. — 288 с. — ISBN 1871869587.

### Російською
- (рос.) Ермаков Ю. Г., Игнатьев Г. М., Куракова Л. И. и др. Физическая география материков и океанов: Учебник для географических специальностей университетов / под общей ред. А. М. Рябчикова. — М. : Высшая школа, 1988. — 592 с. — ISBN 5060013545.
- (рос.) Физико-географический атлас мира. — М. : Академия наук СССР и главное управление геодезии и картографии ГГК СССР, 1964. — 298 с.
- (рос.) Латинская Америка. Энциклопедический справочник [в 2-х тт.] / Главный редактор В. В. Вольский. — М. : Советская энциклопедия, 1979. — Т. 1. А-К. — 576 с.
- (рос.) Гвиана // Поспелов Е. М. Топонимический словарь. — М. : АСТ, 2005. — 229 с. — ISBN 5-17-016407-6.
- (рос.) Гвианское нагорье // Географический энциклопедический словарь: географические названия / под. ред. А. Ф. Трёшникова. — 2-е изд., доп. — М. : Советская энциклопедия, 1989. — 585 с. — ISBN 5-85270-057-6.
- (рос.) Гвианское плоскогорье // Словарь современных географических названий / под общей редакцией акад. В. М. Котлякова. — Екатеринбург : У-Фактория, 2006.
- (рос.) Авакян А. Б., Салтанкин В. П., Шарапов В. А. Водохранилища. — М. : Мысль, 1987. — 326 с. — (Природа мира)
- (рос.) Алисов Б. П., Берлин И. А., Михель В. М. Курс климатологии [в 3-х тт.] / под. ред. Рубинштейн Е. С. — Л. : Гидрометиздат, 1954. — Т. 3. Климаты земного шара. — 320 с.
- (рос.) Букштынов А. Д., Грошев Б. И., Крылов Г. В. Леса. — М. : Мысль, 1981. — 316 с. — (Природа мира)
- (рос.) Лукашова Е. Н. Южная Америка. — М., 1958. — 464 с.
- (рос.) Гожев А. Д. Южная Америка. — М. : ОГИЗ Географгиз, 1948. — 360 с.
- (рос.) Гвоздецкий Н. А., Голубчиков Ю. Н. Горы. — М. : Мысль, 1987. — 400 с. — (Природа мира)
- (рос.) Исаченко А. Г., Шляпников А. А. Ландшафты. — М. : Мысль, 1989. — 504 с. — (Природа мира) — ISBN 5-244-00177-9.
- (рос.) Гвоздецкий Н. А. Карст. — М. : Мысль, 1981. — 214 с. — (Природа мира)
- (рос.) Апродов В. А. Зоны землетрясений. — М. : Мысль, 2010. — 462 с. — (Природа мира) — ISBN 978-5-244-01122-7.
- (рос.) Власова Т. В. Физическая география материков. С прилегающими частями океанов. Южная Америка, Африка, Австралия и Океания, Антарктида. — 4-е, перераб. — М. : Просвещение, 1986. — 269 с.
- (рос.) Дорст Ж. Центральная и Южная Америка. — М. : Прогресс, 1977. — 318 с. — (Континенты на которых мы живем)
- (англ.) Макиннис X. Восхождение в затерянный мир. — М. : Физкультура и спорт, 1982. — 208 с. — (Необыкновенные путешествия)
- (англ.) Нитобург Э. Л. Природа и люди // Венесуэла. Экономика, политика, культура / отв. ред. С. А. Гонионский. — М., 1967. — 359 с.
- (рос.) Максимович Г. А. Карст Южной Америки // Гидрогеология и карстоведение. — 1975. — Вип. 7.

### Французькою
- (фр.) Denis P. pt. 2 // Amerique du Sud. — , 1927. — (Geographic universelle publieesousla direction de P. Vidal de la Blache et L. Gallois)